# Ханс Вестмар — один из многих
«Ханс Вестмар — один из многих» (нем. Hans Westmar. Einer von vielen. Ein deutsches Schicksal aus dem Jahre 1929) — чёрно-белый пропагандистский художественный фильм, снятый в нацистской Германии в 1933 году, после прихода к власти НСДАП в январе 1933 года. Фильм повествует о годах борьбы нацистов за власть во время нахождения их в оппозиции. В фильме угадываются события из жизни известного нацистского мученика Хорста Весселя.

## Сюжет
Фильм концентрируется на конфликте с коммунистической партией в Берлине конца 1920-х годов. В Берлине, куда приехал Вестмар, коммунисты, лидеры которых включают стереотипного еврея Куприкова (Пауль Вегенер), популярны и проводят большой парад в Берлине с пением Интернационала. Когда Вестмар смотрит на культурную жизнь Берлина, то ужасается «интернационализму» и культурной распущенности, которая включает в себя джазовую негритянскую музыку и еврейских певцов ночного клуба. Эта сцена сопровождается образами немецких воинов Первой мировой войны и фотографиями немецких кладбищ.
Вестмар решает оказать помощь в организации местного отделения нацистской партии, и становится по ходу сюжета ответственным за их победу на выборах. Коммунисты организуют его убийство. Похороны Вестмара перерастают в массовые уличные столкновения между коммунистами и нацистами, причём перевес оказывается на стороне коммунистов. У могилы нацисты произносят клятву верности.
В фильме исполняются несколько мелодий Эрнста Ханфштенгля, в том числе «Марш молодёжи». После бегства Ханфштенгля из Германии мелодия использовалась как Марш Гитлерюгенда, но без слов.